# (14808) 1981 EV27
(14808) 1981 EV27 est un astéroïde de la ceinture principale d'astéroïdes découvert en 1981.

## Description
(14808) 1981 EV27 a été découvert le 2 mars 1981 à l'observatoire de Siding Spring, situé près de Coonabarabran, en Nouvelle-Galles du Sud, en Australie, par Schelte J. Bus.

### Caractéristiques orbitales
L'orbite de cet astéroïde est caractérisée par un demi-grand axe de 2,79 UA, un périhélie de 2,61 UA, une excentricité de 0,06 et une inclinaison de 4,90° par rapport à l'écliptique. Du fait de ces caractéristiques, à savoir un demi-grand axe compris entre 2 et 3,2 UA et un périhélie supérieur à 1,666 UA, il est classé, selon la JPL Small-Body Database, comme objet de la ceinture principale d'astéroïdes.

### Caractéristiques physiques
(14808) 1981 EV27 a une magnitude absolue (H) de 14,4 et un albédo estimé à 0,043.